# رودني هامبتون
رودني هامبتون (بالإنجليزية: Rodney Hampton)‏ هو لاعب كرة قدم أمريكية أمريكي، ولد في 3 أبريل 1969 في هيوستن في الولايات المتحدة.

## وصلات خارجية
- رودني هامبتون على موقع مرجع كرة القدم المحترفة.كوم (الإنجليزية)